# Eysturoy
Eysturoy (în traducere Insula de Est) este cea de-a doua insulă ca suprafață din cadrul arhipelagului feroez.